# Anna Eynard-Lullin
Anna Eynard-Lullin (Genève, 26 mei 1793 - aldaar, 30 oktober 1868) was een Zwitserse diplomate en filantrope.

## Biografie

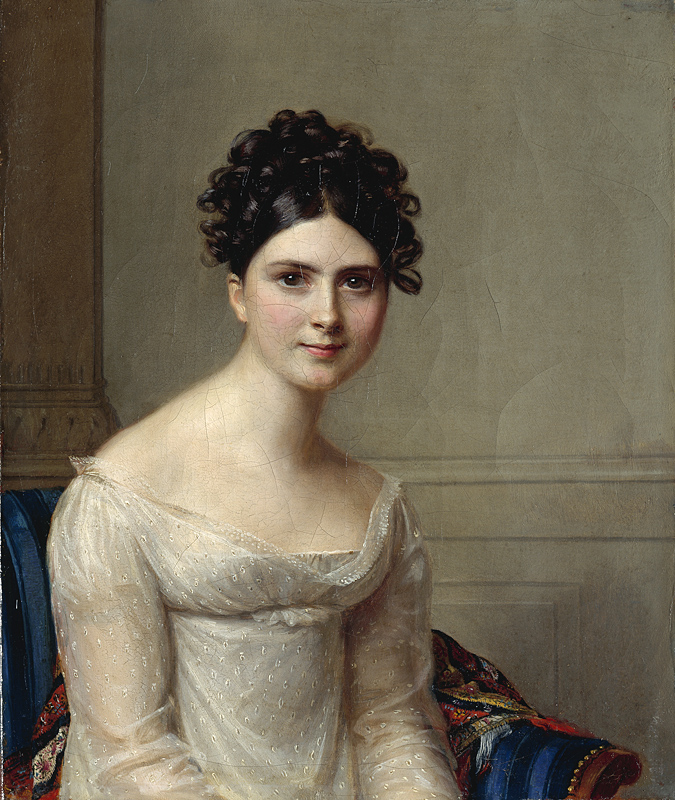
Anna Eynard-Lullin in 1810 door Firmin Massot (Musée d'Art et d'Histoire de Genève).

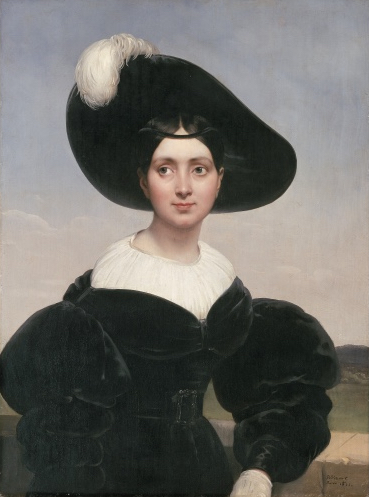
Portret van Anna Eynard-Lullin door Horace Vernet uit 1831 (Musée d'Art et d'Histoire de Genève).

Anna Eynard-Lullin was een dochter van Michel Lullin de Châteauvieux, een bankier, en van Amélie Christine Pictet. Ze was een zus van Adolphe Lullin. In 1810 huwde ze Jean-Gabriel Eynard. In 1814 vergezelde ze haar echtgenoot en haar oom Charles Pictet de Rochemont naar het Congres van Wenen, waar ze een belangrijke rol speelde door deel te nemen aan het sociale leven en door in haar salons de invloedrijke diplomaten van die tijd te ontvangen. Ze steunde ook de diplomatieke werkzaamheden van haar echtgenoot op het Congres van Aken in 1818, waar ze belangen van het Toscaanse hof behartigde.
Eynard-Lullin was ook sterk geïnteresseerd in architectuur en werkte mee aan het ontwerp van haar residentie in Genève, het Palais Eynard (1817-1821), waarin palladiaanse invloeden te herkennen zijn. Tevens restaureerde en bouwde ze verschillende woningen langs de huidige rue Eynard in Genève. Verder stond een groot deel van haar leven in het teken van filantropie.

## Trivia

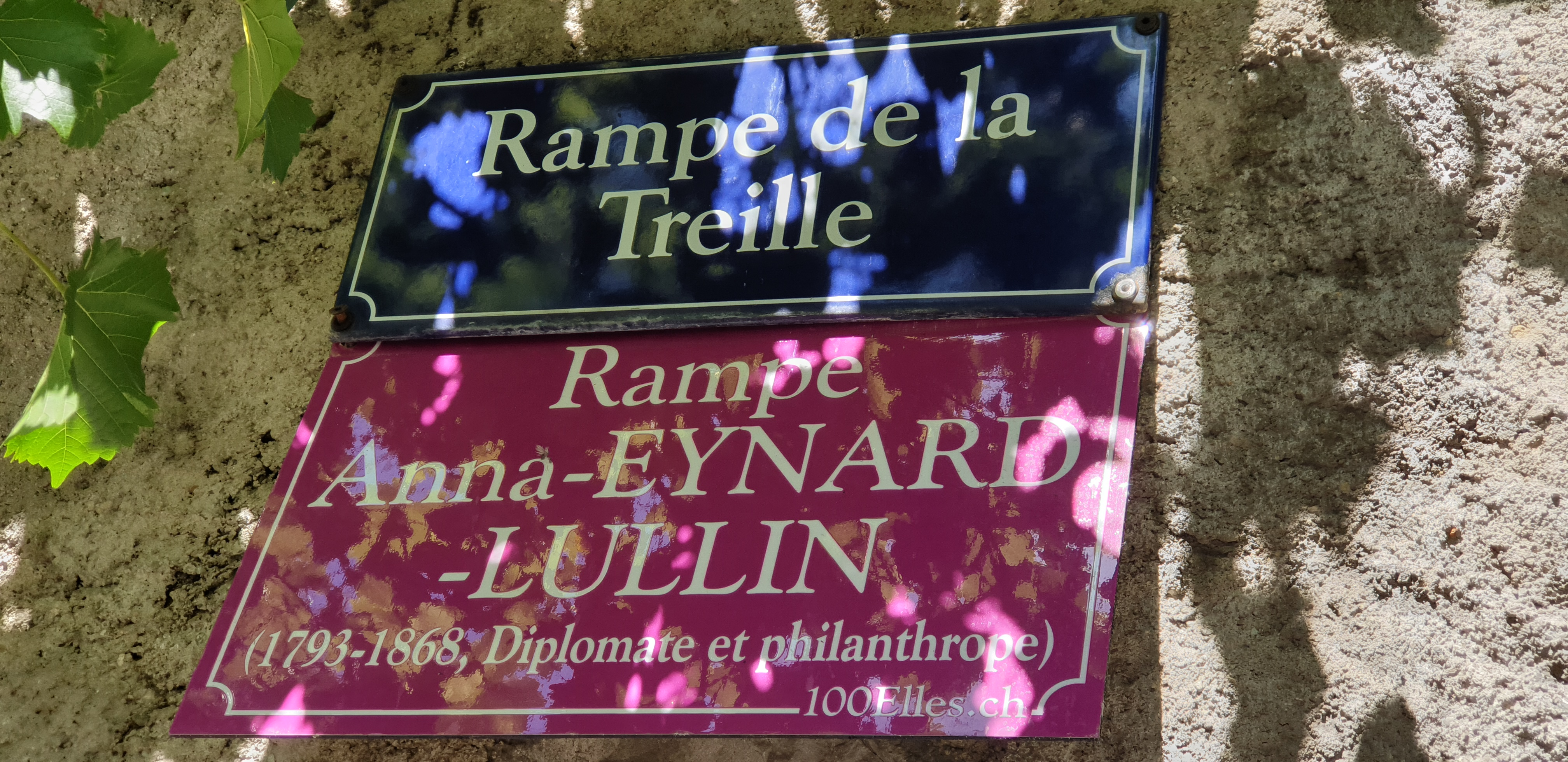
Alternatief straatnaambord van de actie 100Elles* in Genève, augustus 2020.

- In 2019 werd in Genève door de actie 100Elles* een alternatief straatnaambord opgericht ter ere van Anna Eynard-Lullin.